# Архангельская волость (Егорьевский уезд)
Архангельская волость — волость в составе Егорьевского уезда Рязанской губернии, с 1919 года Спас-Клепиковского района (c 1921 по 1924 гг. Спас-Клепиковского уезда) Рязанской губернии, существовавшая в 1861—1929 годах. В настоящее время территория Архангельской волости находится в составе сельского поселения Пышлицкого Шатурского района Московской области и Ненашкинского сельского поселения Клепиковского района Рязанской области.

## История
Архангельская волость была образована в 1861 году в ходе крестьянской реформы. Административным центром волости было село Архангельское. Здесь располагалось волостное правление, начальная школа, Архангельская и Сретенская церкви. В 1919 году волость передана из Егорьевского уезда во вновь образованный Спас-Клепиковский район.  В ходе реформы административно-территориального деления СССР в 1929 году Архангельская волость была упразднена. Большая часть селений вошла в Коробовский район Московской области, оставшаяся часть (деревни Дрошино, Ивановская, Князево, Тюрьвищи, Ханино и село Ялмонт) были оставлены в составе Спас-Клепиковского района.

## Состав
На 1885 год в состав Архангельской волости входило 2 села и 21 деревня.
| Вид     | Наименование  | Население, чел. (1858 год) | Население, чел. (1859 год) | Население, чел. (1885 год) | Население, чел. (1905 год) |
| ------- | ------------- | -------------------------- | -------------------------- | -------------------------- | -------------------------- |
| село    | Архангельское | 53                         | 75                         | 133                        | 126                        |
| село    | Никола Ялмонт | -                          | 50                         | 51                         | 66                         |
| деревня | Пышлицы       | 268                        | 281                        | 312                        | 384                        |
| деревня | Высокая       | 137                        | 133                        | 130                        | 141                        |
| деревня | Дорофеева     | 266                        | 265                        | 328                        | 391                        |
| деревня | Филимакино    | 196                        | 203                        | 261                        | 325                        |
| деревня | Чисомы        | 257                        | 257                        | 282                        | 326                        |
| деревня | Филилеево     | 174                        | 206                        | 215                        | 282                        |
| деревня | Ефремовская   | 224                        | 207                        | 240                        | 279                        |
| деревня | Дрошино       | 51                         | 50                         | 107                        | 120                        |
| деревня | Ханино        | 144                        | 157                        | 228                        | 234                        |
| деревня | Тюрвищ        | 181                        | 190                        | 194                        | 207                        |
| деревня | Князево       | 19                         | 22                         | 31                         | 43                         |
| деревня | Ивановское    | 127                        | 140                        | 174                        | 166                        |
| деревня | Евлево        | 67                         | 71                         | 137                        | 178                        |
| деревня | Семёновская   | 75                         | 75                         | 108                        | 142                        |
| деревня | Филисово      | 658                        | 689                        | 737                        | 844                        |
| деревня | Воронино      | 514                        | 507                        | 619                        | 677                        |
| деревня | Высокорёво    | 162                        | 158                        | 179                        | 205                        |
| деревня | Горелое       | 262                        | 262                        | 320                        | 519                        |
| деревня | Демино        | 293                        | 290                        | 376                        | 427                        |
| деревня | Казыкино      | 295                        | 295                        | 285                        | 248                        |
| деревня | Маврино       | 291                        | 301                        | 484                        | 586                        |

## Землевладение
Население составляли 34 сельские общины — все бывшие помещичьи крестьяне. Все общины, кроме одной, имели общинную форму землевладения. 13 общин делили землю по ревизским душам, остальные по работникам или по тяглам. Луга в 19 общинах делились одновременно с пашней или в определённые сроки, в остальных общинах — ежегодно. Дровяной лес в основном делился ежегодно, а строевой, по мере надобности.
Многие общины арендовали вненадельную, преимущественно луговую землю. Домохозяева, имевшие арендную землю, составляли около 35% всего числа домохозяев волости.

## Сельское хозяйство
Земля в волости была посредственная, почва в большинстве общин супесчаная или песчаная. Хороших лугов было мало, в основном болотистые. Лес больше дровяной, но и его не хватало, а в 6 общинах его вовсе не было. В общинах, бывших графини Орловой, имелся строевой лес в общем нераздельном пользовании. Крестьяне волости сажали рожь, овёс, гречиху и картофель. В некоторых общинах овса не сеяли. Топили из собственных лесов, но в некоторых общинах дрова покупали.

## Местные и отхожие промыслы
Основным местным промыслом почти по всей волости было вязанье рыболовных сетей. Этим занимались преимущественно женщины и дети. В 10 общинах была развита рыбная ловля. В 1885 году имелось 78 плотников, 5 синильщиков, 3 портных, 2 кузнеца, 4 печника, 2 стекольщика, 3 сапожника и пр. В волости 9 человек занимались торговлей. В одной общине женщины заготавливали кору.
Отхожие промыслы были значительны. В 1885 году на заработки уходили 1113 мужчин и 2 женщины. Большинство из них были плотники — 1044 человека. Таким образом, если присоединить к ним 78 человек, не уходящих на заработки, то плотники составляли около 65% всего мужского населения в возрасте от 18 до 60 лет. Из остальных промысловых 43 печника, 3 мастеровых, 10 торговцев и 13 приказчиков. На заработки уходили в основном в Москву, а также в Воронежскую, Саратовскую, Тамбовскую и Тульскую губернии.

## Инфраструктура
В 1885 году в волости имелось 12 мельниц, 4 синильки, 3 рушалки, 3 маслобойни, 3 кузницы, 1 мануфактурная и 5 мелочных лавок, 2 трактира, 2 ренсковых погреба и 4 питейных заведения. Школы имелись в сёлах Архангельском и Ялмонт, а также в деревнях Маврино и Филисово. Кроме того в одной общине детей учил сын местного крестьянина.

## Храмы
- Церковь Михаила Архангела в селе Архангельском
- Церковь Николая Чудотворца в селе Ялмонт